# Patty Carroll
Patty Carroll (geboren am 30. Dezember 1946 in Chicago) ist eine US-amerikanische Fotografin, deren Werk durch farbintensive und konzeptionelle Bildsprache geprägt ist. Seit den 1970er-Jahren widmet sie sich gesellschaftlich relevanten Themen und verbindet künstlerische Ästhetik mit kritischen Botschaften. Internationale Bekanntheit erlangte sie insbesondere durch ihre Serie Anonymous Women.

## Leben und Wirken
Patty Carroll studierte Grafikdesign und schloss 1968 mit einem Bachelor of Fine Arts (BFA) an der University of Illinois ab. 1972 erhielt sie ihren Master of Science (MS) in Fotografie am Institute of Design des Illinois Institute of Technology, wo sie unter anderem von Arthur Siegel und Garry Winogrand unterrichtet wurde. Nach ihrem Studium begann Carroll eine Lehrtätigkeit: Von 1973 bis 1974 war sie an der Pennsylvania State University in University Park tätig, von 1974 bis 1976 an der University of Michigan in Ann Arbor. Ab 1977 lehrte sie am Institute of Design in Chicago.

## Anonymous Women
Die Serie Anonymous Women wurde von Carroll im Jahr 2003 initiiert, inspiriert durch die Einrichtung eines Hauses im Stil der 1950er-Jahre, das sie gemeinsam mit ihrem Mann gestaltete. Dabei experimentierte sie mit Vintage-Stoffen und Vorhängen, was die Grundlage für ihre künstlerische Idee bildete. In der dreiteiligen Studioinstallationsreihe setzt sich Carroll mit Frauen und deren vielschichtigem Verhältnis zur Häuslichkeit auseinander. Durch die Tarnung der Figuren mit Vorhängen oder Haushaltsgegenständen erschuf sie ein humorvolles und zugleich düsteres Versteckspiel, das die Identität der dargestellten anonymen Frauen thematisiert. Carroll beschreibt den Schaffensprozess der Werke als besonders anspruchsvoll, da sie sowohl die Models dirigiert als auch ihre Persönlichkeit durch die Inszenierung und Gestaltung der Szenerie prägt. Ihre Arbeiten greifen symbolische Themen wie die Bedeutung von Farben – insbesondere Rosa – auf. Darüber hinaus ließ sie sich von dem Film Der Zauberer von Oz inspirieren, vor allem von der Figur des Zauberers, der seine Macht hinter einem Vorhang verbirgt.
Die Serie Anonymous Women wurde in zwei Monografien veröffentlicht: Anonymous Women (2017, Daylight Books) und Anonymous Women: Domestic Demise (2020, Ain’t Bad Books). Ihre Werke wurden international in über 100 Gruppenausstellungen gezeigt, darunter in Europa, China und den USA.

## Auszeichnungen
Carrolls Arbeiten wurden mehrfach ausgezeichnet, darunter mit einer Illinois Arts Council Artist Fellowship (2003, 2020) und dem Pangea-Preis in der Kategorie „Creative“ der Siena Photo Awards 2023. Zudem wurde sie 2014 und 2017 in die „Top 50“ von Photolucida aufgenommen. Ihre Fotografien fanden Beachtung in renommierten Publikationen wie der Huffington Post, The Cut, Ain’t Bad Magazine und dem British Journal of Photography.

## Werke
Patty Carrolls Werke sind in renommierten öffentlichen Sammlungen vertreten:
- Museum of Contemporary Art, Chicago
- Illinois State Museum, Springfield
- Smithsonian Institution, Washington, D.C.
- Library of Congress, Washington, D.C.

## Ausstellungen (Auswahl)
Seit 2010 wurden Carrolls Werke in verschiedenen Museen und Galerien ausgestellt, darunter das White Box Museum in Peking (2011), die Shanghai University Gallery (2010), das Cultural Center in Chicago (2012) und das Zhejiang Art Museum (2015).
- 2024: Domestic Demise BBA Gallery, Berlin
- 2024: Patty Carroll Roche Bobois, Paris[6]

## Publikationen
- Anonymous Women, Daylight Books, 2027, ISBN 978-1-94208-419-8.